# یونیتا بلکول
یونیتا زلما بلکول (Unita Zelma Blackwell) (۱۸ مارس۱۹۳۳–۱۳ مه ۲۰۱۹)، فعال حقوق مدنی آمریکا نخستین زن آمریکایی-آفریقایی بود که شهردار ایالت میسیسیپی انتخاب شد. بلکول مدیر پروژه کمیته هماهنگی دانشجویان علیه خشونت (SNCC) بود و در سازماندهی جنبش‌های رای‌دهندگان برای آمریکایی‌های آفریقایی‌تبار در سراسر میسیسیپی کمک کرد. وی همچنین یکی از بنیان‌گذاران انجمن دوستی مردم آمریکا و چین بود، گروهی که به‌منظور ترویج تبادل فرهنگی بین ایالات متحده و چین متعهد بود. پابرهنه، شرح زندگی بلکول که توسط خود وی نوشته شده بود و فعالیت‌های وی را به تصویر می‌کشد در سال ۲۰۰۶ منتشر شد.

## اوایل زندگی
بلکول موسوم به یو. ذی بروان، در ۱۸ مارس سال ۱۹۳۳ در شهر لولا ایالت میسیسیپی در خانوادهٔ ویردا مای مساقات و ویلایی بروان، متولد شد. عموی بلکول نام «یو. ذ» را به وی گذاشت که تا کلاس ششم زمانی‌که معلمش گفت که باید نام واقعی داشته باشد نه صرف حرف اول نام، این نام را حفظ کرد. بلکول و معلمش بر نام یونیتا و زلما توافق کردند.
بلکول و والدینش در شهر لولا زندگی می‌کردند. پدربزرگش توسط ارباب مزرعهٔ که از سفیدپوستان بود به قتل رسید. در سال ۱۹۳۶ در سه سالگی، پدرش پس از این‌که در مورد صحبت کردن ارباب با همسرش، با ارباب خود در تقابل قرار گرفت، مزرعهٔ را که در آن کار می‌کرد ترک کرد و از ترس جان خود به ممفیس ایالت تنسی فرار کرد. پس از این حادثه، بلکول و مادرش مزرعه را ترک کردند تا به زودی به همسرش بپیوندند. خانوادهٔ بلکول غالباً در جستجوی کار سفر می‌کردند. در ۲۰ ماه ژوئن سال ۱۹۳۸، پدر و مادر بلکول به دلیل اختلافات مذهبی از هم جدا شدند. بلکول و مادرش به هدف زندگی با پدر بزرگ بلکول به شهر هلنا غربی آرکانزاس رفتند تا فرصت آموزش برایش میسر گردد. آموزش با کیفیت در میسیسیپی گزینهٔ برای بلکول نبود، زیرا مدارس آنجا بر زرع محصولات و سیستم کشت و زرع متمرکز بود. کودکان سیاه‌پوست قبل از این‌که باید به مزارع پنبه می‌رفتند، صرف دوماه اجازه حضور در مدرسه را داشتند. در زمان اقامت در هلنا غربی، بلکول گهگاهی به دیدار پدرش در ممفیس می‌رفت. بلکول در جریان ماه‌های تابستان هلنا غربی را ترک می‌کرد و نزد پدربزرگ و مادربزرگش در لولا می‌رفت و در آنجا به زرع و کشت و برداشت محصولات پنبه کمک می‌کرد. بلکول بیشترین زمان سال‌های اولیه زندگی خود را صرف خرد کردن پنبه در برابر ۳ دلار در روز در میسیسیپی، آرکانزاس و تنسی و به همین‌گونه پوست کندن گوجه فرنگی در فلوریدا سپری کرد. در ۱۴ سالگی کلاس هشتم را که سال اخیر مدرسه در سمت غری بود به اتمام رسانید، این مدرسه در هلنا غربی برای کودکان سیاه‌پوست اختصاص داشت. بلکول مجبور شد مدرسه را ترک نماید تا برای خانواده‌اش درآمد بدست آورد.

### ازدواج و نقل مکان
بلکول در ۲۵ سالگی برای نخستین بار با جرمیا بلکول ملاقات کرد، جرمیا بلکول آشپز سپاه مهندسین ارتش ایالات متحده بود. آن‌ها چند سال بعد به کلارکسدیل میسیسیپی رفتند و عقد ازدواج شان توسط یک قاضی صلح منعقد شد.
بلکول در ژانویه سال ۱۹۵۷ شدیداً بیمار شد و در بیمارستان هلنا غربی بستری شدی و در همین بیمارستان اعلام کردند که وی مرده‌است. بعدها مشخص شد که در اتاق بیمارستان زنده است و ادعا می‌کند که تجربه نزدیک به مرگ را سپری کرده‌است. در ۲ ژوئیه سال ۱۹۵۷ یگانه پسر این زوج بنام جرمیا بلکول جونیور (جری) متولد شد. در سال ۱۹۶۰، «خانم واشیت» مادربزرگ جرمیا درگذشت. چند ماه بعد خانواده بلکول به خانه دراز ردیفی که از مادربزرگش در شهرک مایرسویل در میسیسیپی یک شهرک با تقریباً پنج‌صد نفر جمعیت، به وی مانده بود نقل مکان نمود. خانواده بلکول بالاخره توانستند یک خانه آجری بزرگ بسازند اما بلکول می‌خواست خانه کوچکی را که از مادربزرگ جرمیا به میراث برده بود حفظ نماید.
من برای داشتن این خانه سپاسگزارم… من آن را حفظ کردم، زیرا برایم یادآوری کرد که از کجا آمده‌ام.— یونیتا بلکول
بلکول پس از سکونت در میرسویل، کم‌کم درگیر جنبش مدنی شد.

## فعالیت در جنبش حقوقی مدنی

### تبعیض در رای‌دهی
بلکول بار نخست در ماه ژوئن سال ۱۹۶۴ پس از آمدن دو فعال کمیتهٔ هماهنگی دانشجویان علیه خشونت، به مایرسویل و برگذاری جلسات در رابطه با حقوق رای‌دهی آمریکایی‌های آفریقایی‌تبار در کلیسای متعلق به بلکول، در جنبش حقوق مدنی سیاه‌پوستان شرکت ورزید. هفته بعدی بلکول و هفت نفر دیگر برای شرکت در آزمون ثبت نام رای‌دهندگان به کاخ دادگستری رفتند تا بتوانند رای دهند. در حالی‌که در بیرون کاخ دادگستری در انتظار شرکت در آزمون بودند، یک گروهی از کشاورزان سفیدپوست آن منطقه باخبر شدند که چه اتفاقی در حال وقوع است و تلاش کردند که با ایجاد ترس آن‌ها را از انجام این کار بازدارند. گروه وی تا پایان روز در آنجا ماند اما صرف دو نفر آن‌ها توانستند در آزمون شرکت ورزند. بلکول می‌گوید تبعیض نژادی که آن‌ها تجربه کردند آن‌روز را به «نقطه عطف» در زندگی وی تبدیل کرد. پس از این‌که کارفرمای آن‌ها فهمید که این دو نفر اعضای گروهی هستند که در تلاش ثبت نام برای رای‌دهی بودند، جرمیا و یونیتا شغل خود را از دست داند. بلکول متعاقب از دست دادن شغلش، راه‌های بقای زندگی خانوادگی خود را چنین بازگو می‌نماید:
ما یک باغ داشتیم؛ مردم با ما یک دیگ لوبیا می‌دادند… SNCCقرار بود در هردو هفتته یازده دلار به ما بفرستد. شوهرم سه ماه سال را برای سپاه ارتش مهندسی کار می‌کرد، سپس ما مقدار زیادی مواد کنسرو شده می‌خریدیم.— یونیتا بلکول
بلکول در جریان چند ماه آینده سه مرتبه تلاش کرد که آزمون ثبت نام رای‌دهندگان را سپری نماید. در اوایل فصل پائیز با موفقیت در آزمون شرکت ورزید و به عنوان رای‌دهنده ثبت شد.
زمانی‌که در ماه ژانویه سال ۱۹۶۵، کمیسیون حقوق مدنی ایالات متحده به میسیسیپی آمد، بلکول در مقابل آن‌ها در مورد مورد تبعیض رای‌دهی قرار گرفته بود چنین شهادت داد:
من آن را خانه‌پری کردم و من بخش ۹۷ را داشتم و من آن را یادداشت کردم و بر آن نگاهی کردم و یک‌تعداد کلمات را از بین آن‌های که نوشته بودم انتخاب کردم، می‌دانید که چه در آن نوشته بودم؛ آن را در آنجا قرار دهید و آن را برگردانید. و من «طول» را اشتباه نوشتم و گفتم 'اوه خدای من'. و به این ترتیب بقیه آن را خانه پری کردم و وقتی که آن را مرور کردم آن را به وی دادم و گفتم ' خب، من این را اشتباه نوشتم و خوب، و تاریخ را در بالا ذکر نکردم'، و وی گفت ' اوه، اشکالی ندارد، اشکالی ندارد، اشکالی ندارد'. و سپس دوید و کتاب را گرفت و [مرا ثبت کرد].— یونیتا بلکول
در نتیجهٔ مشارکت بلکول در کمپین ثبت نام رای‌دهندگان، وی و سایر فعالان دائماً مورد آزار و اذیت قرار می‌گرفتند.

## ارجاعات
1. 1 2  Blackwell 2006, p. 10.
2. ↑  "Wellesley Centers for Women — Stepping Out and Moving Forward". wcwonline.org. Archived from the original on March 11, 2008. Retrieved April 27, 2008.{{cite web}}:  نگهداری یادکرد:ربات:وضعیت نامعلوم پیوند اصلی (link)
3. ↑    - Wickenburg, Beth (March 12, 1978). "She Got It in Her Head to Change Things". The Clarion-Ledger. Mayersville, Mississippi. Retrieved April 9, 2017.
  - Morrison 1987, p. 99.
  - "The African American Registry". Archived from the original on October 1, 2009. Retrieved July 24, 2009.
4. ↑  Middleton, Britt (March 18, 2012). "This Day in Black History: March 18, 1933". BET National News. Retrieved March 3, 2015.
5. ↑  Blackwell 2006, pp. 11, 47–48.
6. ↑  Seelye, Katharine Q. (2019-05-17). "Unita Blackwell, 68, Dies; Rights Crusader and Winner of Historic Election". The New York Times (به انگلیسی). ISSN 0362-4331. Retrieved 2019-05-18.
7. ↑  Blackwell 2006, pp. 12–13.
8. ↑  Haskins 1999, p. 15.
9. ↑  Blackwell 2006, p. 13.
10. ↑  Garvey, Mike. "Oral History with Honorable Unita Blackwell". Mississippi Oral History Program of University of Southern Mississippi. The University of Southern Mississippi Center for Oral History and Cultural Heritage. Archived from the original on 22 January 2018. Retrieved October 25, 2013.
11. ↑  Blackwell 2006, pp. 13–14.
12. ↑  Langer, Emily (May 15, 2019). "Unita Blackwell, Mississippi mayor who turned nation's eyes on her forgotten hamlet, dies at 86". Washington Post. Retrieved May 19, 2019.
13. ↑  Carey, Charles W. "Blackwell, Unita". African-American Political Leaders, Revised Edition, A to Z of African Americans. Facts on File, Inc. Retrieved October 25, 2013.
14. ↑  Blackwell 2006, pp. 48–49.
15. ↑  Blackwell 2006, pp. 52–53.
16. ↑  Morrison 1987, p. 101.
17. ↑  Blackwell 2006, pp. 56–58.
18. ↑  Blackwell 2006, p. 55.
19. 1 2  Phelps, Shirelle (1998). Contemporary Black Biography: Profiles from the International Black Community. Detroit, Michigan: Gale Research. ISBN 978-0-7876-2418-7.
20. ↑    - Blackwell 2006, pp. 65–74.
  - "Unita Blackwell". Washington University Film & Media Archive. Archived from the original on October 2, 2008. Retrieved June 9, 2008.
  - Biewen, John; Kate Cavett (1994). "Oh Freedom Over Me: Selected Interviews, Unita Blackwell". American Public Media. Retrieved December 27, 2009.
  - Hampton, Henry; Steve Fayer (1990). Voices of Freedom. New York, NY: Bantam Books. ISBN 0-553-05734-0.
21. ↑  Blackwell 2006, pp. 3–8, 75.
22. ↑  "Interview with Unita Blackwell". Blackside, Inc. May 7, 1986. Retrieved July 24, 2009.
23. ↑  Blackwell 2006, p. 7.
24. ↑  Blackwell 2006, pp. 75–76.
25. ↑  Blackwell 2006, pp. 76–77, 103–104.
26. ↑    - Blackwell 2006, pp. 123–124.
  - "Racial and Ethnic Tensions in American Communities: Poverty, Inequality, and Discrimination—Volume VII: The Mississippi Delta Report — Chapter 3: Voting Rights and Political Representation in the Mississippi Delta". United States Commission on Civil Rights. Retrieved December 29, 2009.
27. ↑  "Voting in Mississippi — A report of The United States Commission on Civil Rights" (PDF). United States Commission on Civil Rights. 1965. Archived from the original (PDF) on 11 June 2010. Retrieved 29 December 2009.
28. ↑  Haskins 1999, p. 16.